# Щедрино (Московская область)

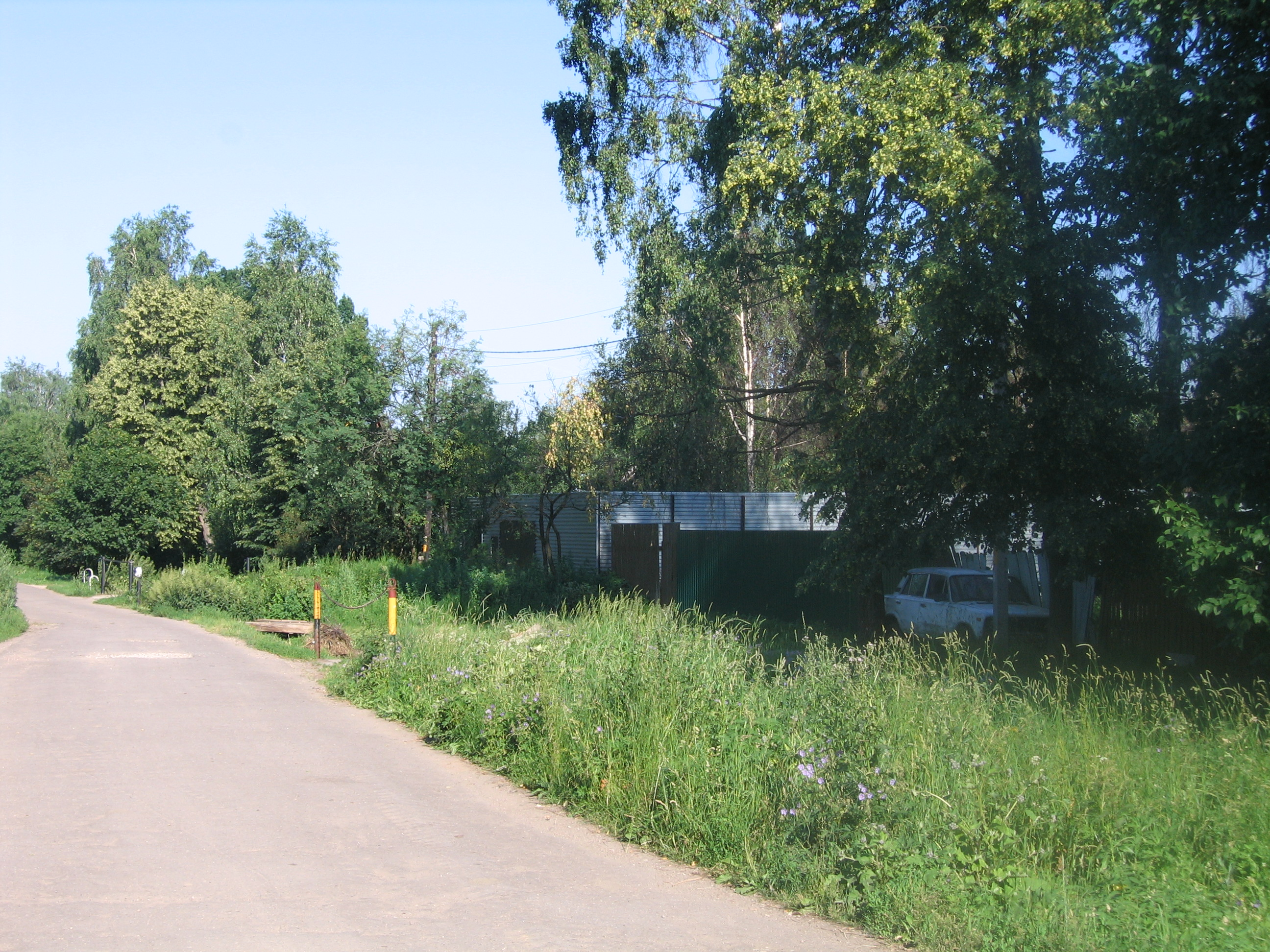

Ще́дрино — деревня в составе Одинцовского городского округа Московской области.

## История
Впервые в исторических документах деревня встречается в ревизии 1786 года, по Экономическим примечаниям 1800 года в ней было 12 дворов, 56 мужчин и 61 женщина. На 1852 год в деревне числилось 22 двора, 79 душ мужского пола и 75 — женского, в 1890 году — 207 человек и усадьбу госпожи Бабст, административно деревня относилась к Перхушковской волости. В конце XIX века многие жители деревни занимались портняжным промыслом, в частности изготовлением военных палаток, используемых в русско-турецкой войне 1877 года. По Всесоюзной переписи 17 декабря 1926 года числилось 73 хозяйства и 358 жителей, по переписи 1989 года — 146 хозяйств и 298 жителей.
До 2006 года Щедрино входило в состав Ликинского сельского округа; в 2006—2019 гг. Щедрино входило в состав сельского поселения Жаворонковское.

## География
Щедрино находится в 33 км к западу от центра Москвы и в 10 км к западу от центра Одинцова. С юго-запада к Щедрину примыкает село Жаворонки, с юга — деревня Ликино. К северу от Щедрина проходит Белорусская железная дорога, отделённая от деревни лугами. К востоку от Щедрина находится лесной массив. Высота центра над уровнем моря 201 м. Через Щедрино протекает ручей, являющийся левым притоком реки Незнайки в её верхнем течении. На ручье устроены два крупных пруда.

## Население
| 2002 | 2006 | 2010 |
| ---- | ---- | ---- |
| 251  | →251 | ↗288 |

## Экономика
Промышленных предприятий в Щедрино нет. Имевшиеся ранее магазины в настоящее время не работают.

## Транспорт

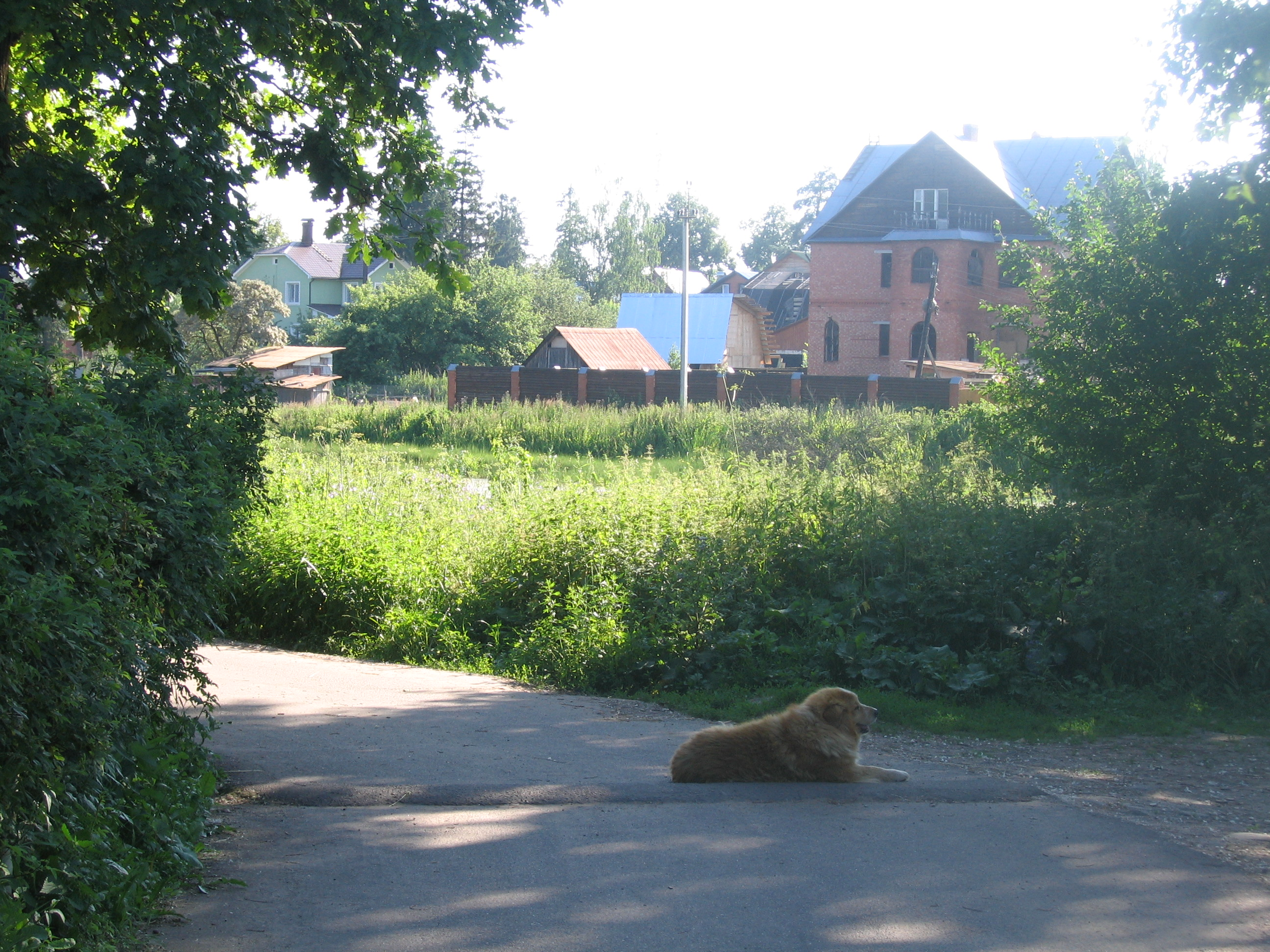
Дачи в деревне Щедрино

Щедрино расположено в 2 км к северу от трассы Минского шоссе. Автомобильная связь с деревней осуществляется через деревню Ликино.
В 1,2 км от границы Щедрина расположена пассажирская платформа Жаворонки Белорусского направления Московской железной дороги.

## Архитектура
Жилая застройка Щедрина представлена частными домами и дачами.